# Alan Freed

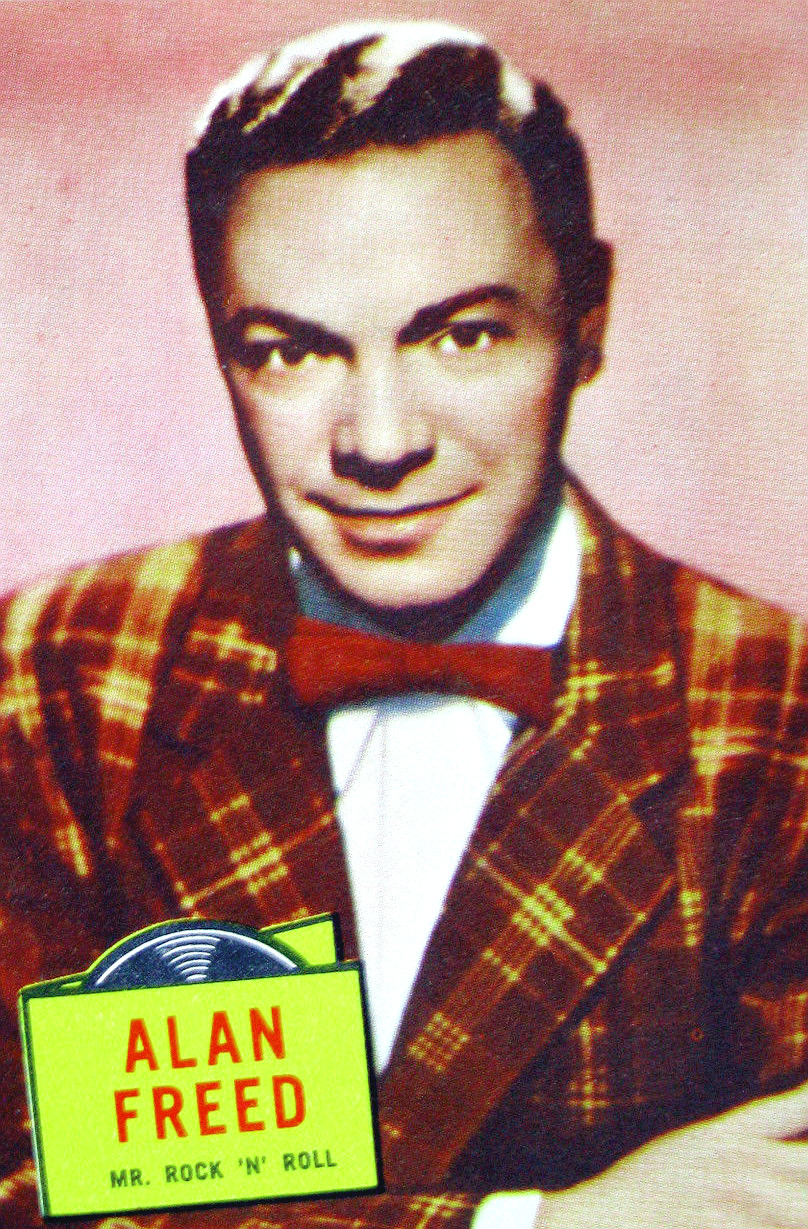
Alan Freed

Alan Freed, właśc. Albert James Freed (ur. 15 grudnia 1921 w Windber niedaleko Johnstown w Pensylwanii, zm. 20 stycznia 1965 w Palm Springs) – znany również jako Moondog. Amerykański disc jockey, który sławę na arenie międzynarodowej zyskał dzięki promowaniu afroamerykańskiej muzyki rhythm and blues w amerykańskim i europejskim radiu.
W 1951 jako pierwszy użył określenia rock and roll jako gatunku muzycznego. Jego kariera została jednak zniszczona przez skandal łapówkarski na początku 1960 roku, który gwałtownie uderzył w przemysł rozrywkowy.
W 1986 Alan Freed został wprowadzony do Rock and Roll Hall of Fame.